# Nepenthes pilosa
Nepenthes pilosa Danser, 1928 è una pianta carnivora della famiglia Nepenthaceae, endemica del Borneo, dove cresce a 1600–1700 m.